# 발렌티누스파
발렌티누스주의(Valentinianism) 또는 발렌티누스파(Valentinians)는 기원후 2세기에 발렌티누스(Valentinus: c.100년 - c.160년/180년)에 의해 설립된 영지주의(Gnosticism, 나스티시즘) 운동의 한 분파이다. 발렌티누스주의는 당시의 주요한 영지주의 운동 분파들 중의 하나였다. 발렌티누스주의가 영향력을 미친 지역은 아주 광범위하였는데 로마에만 국한되지 않고 소아시아, 시리아, 이집트 그리고 북서아프리카에까지 영향력을 미쳤다.
발렌티누스주의는 후대에 동방과 서방의 2개 학파로 분리되었다. 발렌티누스의 제자들은 기독교가 로마 제국(Roman Empire: 27 BC - AD 476/1453)의 국가 종교로 공식적으로 승인(AD 380년)된 기원후 4세기까지 활발히 활동하였다.
기독교 지도자들과 학자들은 발렌티누스와 그의 이름을 따라 명명된 영지주의 운동을 기독교에 대한 위협이라고 여겼는데, 발렌티누스주의가 가진 영향력 때문 뿐만 아니라 발렌티누스주의가 주장하는 교의와 수행들과 믿음들 때문이었다. 곧 영지주의자들은 이단자로 비판받게 되었는데, 이레나이우스(Irenaeus of Lyons: AD 2세기 - c.202년)와 히폴리토스(Hippolytus of Rome: c. 170년 - c. 236년)와 같은 저명한 기독교 교부들이 영지주의를 공개 반박하는 책들을 썼다. 발렌티누스주의의 교의에 대한 대부분의 자료들은 발렌티누스주의를 비판하거나 폄하하는 이들이 기록한 책들로부터 얻어진 것이다. 특히 이레나이우스는 발렌티누스주의를 논파하는데 특별히 관심을 가졌기 때문에 대표적인 출처가 된다.

## 역사
발렌티누스는 AD 100년경에 태어났으며 AD 160년경 또는 180년경에 알렉산드리아에서 사망하였다. 기독교 학자였던 에피파니우스(Epiphanius of Salamis: c.310/20-403)에 따르면, 발렌티누스는 이집트에서 태어났으며 알렉산드리아에서 교육을 받았다. 또다른 기독교 학자이자 교사였던 알렉산드리아의 클레멘스(Clement of Alexandria: c.150-c.215)는 발렌티누스가 사도 바울(Paul)의 제자였던 테우다스(Theudas)에게서 가르침을 받았다고 보고하였다. 발렌티누스는 대단한 카리스마와 사람들을 끌어당기는 천부적인 능력을 가졌으며 화술이 매우 뛰어난 사람이었던 것으로 명성이 높았다. 발렌티누스는 AD 136년과 140년 사이에 로마로 갔는데, 당시는 교황 하지노(Pope Hyginus: 제9대 로마 교황, 재위 136/138-140/142)가 재위하던 때였다. 그런 후, 발렌티누스가 자신의 가르침을 펼치는 측면에서는 AD 150년에서 155년까지의 기간이 그 절정기였다. 당시는 15대 로마 황제 안토니누스 피우스(Antoninus Pius: 재위 138 - 161)와 교황 비오 1세(Pope Pius I: 재위 140/142 - 155)가 재위하던 때였다.

## 같이 보기
- 영지주의
- 만다야교
- 세트파
- 영지주의 교파 목록

## 참고 문헌
- 본 문서에는 현재 퍼블릭 도메인에 속한 브리태니커 백과사전 제11판의 내용을 기초로 작성된 내용이 포함되어 있습니다.
- 본 문서에는 현재 퍼블릭 도메인에 속한 1913년 가톨릭 백과사전의 내용을 기초로 작성된 내용이 포함되어 있습니다.
- Churton, Tobias. 《The Gnostics》. London: Weidenfeld and Nicolson Limited, 1987.
- Filoramo, Giovanni. 《A History of Gnosticism》. Oxford: Basil Blackwell Limited, 1990.
- Green, Henry A. 《The Economic and Social Origins of Gnosticism》. Atlanta: Scholars Press, 1985.
- Holroyd, Stuart. 《The Elements of Gnosticism》. Dorset: Element Books Limited, 1994.
- Layton, Bentley (ed.). 《The Gnostic Scriptures》. New York: Doubleday, 1987.
- Mead, G.R.S (1906). 〈Plutarch: Concerning the Mysteries of Isis and Osiris〉. 《Thrice Great Hermes: Studies in Hellenistic Theosophy and Gnosis, Volume I》.
- Pagels, Elaine. 《The Gnostic Gospels》. New York: Random House, 1979.
- Roukema, Riemer. 《Gnosis and Faith in Early Christianity.》 Harrisburg: Trinity Press International, 1998.
- Rudolph, Kurt. 《Gnosis: The Nature and History of Gnosticism》. San Francisco: Harper and Row Publishers, 1977.
- Wilson, Robert McLachlan. 《The Gnostic Problem》. London: A.R. Mowbray & Co. Limited, 1958.